# 4130 Ramanujan
4130 Ramanujan eller 1988 DQ1 är en asteroid i asteroidbältet som upptäcktes den 17 februari 1988 av den indiske astronomen R. Rajamohan vid Vainu Bappu Observatory. Asteroiden är uppkallad efter den indiske matematikern Srinivasa Ramanujan.
Den tillhör asteroidgruppen Eos.